# Botryobasidium ansosum
Botryobasidium ansosum ist eine Ständerpilzart aus der Familie der Traubenbasidienverwandten (Botryobasidiaceae). Sie bildet resupinate, spinnwebartige Fruchtkörper aus, die auf Totholz von Nadelbäumen wachsen. Das Verbreitungsgebiet von Botryobasidium ansosum umfasst die gemäßigte Nearktis. Eine Anamorphe der Art ist nicht bekannt.

## Merkmale

### Makroskopische Merkmale
Botryobasidium ansosum besitzt cremegelbe bis ockergelbliche, gespinstartige und dünne Fruchtkörper, die resupinat (also vollständig anliegend) auf ihrem Substrat wachsen und unter der Lupe leicht netzartig erscheinen.

### Mikroskopische Merkmale
Wie bei allen Traubenbasidien ist die Hyphenstruktur von Botryobasidium ansosum monomitisch, besteht also ausschließlich aus generativen Hyphen, die sich rechtwinklig verzweigen. Die Basalhyphen sind hyalin, meist 9–15 µm breit, dickwandig und nicht inkrustiert. Die 6–8 µm dicken Subhymenialhyphen sind hyalin und dünnwandig. Die Art verfügt wie fast alle Traubenbasidien nicht über Zystiden, allerdings über Schnallen an allen Septen. Die selten vier-, meist sechssporigen Basidien der Art wachsen in Nestern, werden 17–29 × 7–10 µm groß und sind zylindrisch. Die Sporen sind breit schiffchenförmig und meist 8–9 × 4–5 µm groß. Sie sind hyalin, glatt und dünnwandig.

## Verbreitung
Das bekannte Verbreitungsgebiet von Botryobasidium ansosum umfasst das gesamte gemäßigte Nordamerika.

## Ökologie
Botryobasidium ansosum ist ein Saprobiont, der auf dem morschen Totholz von Koniferen wächst. Bekannte Substrate sind unter anderem Engelmann-Fichte (Picea engelmanni) und Gelb-Kiefer (Pinus ponderosa).